# Oldřich Rulc
Oldřich Rulc (Strašnice, 1911. március 28. – Prága, Strašnice,  1969. április 4.) csehszlovák válogatott cseh labdarúgó, csatár.

## Pályafutása

### Klubcsapatban
A Viktoria Strašnice csapatában kezdte a labdarúgást. Az 1929–30-as idényben az ezüstérmes Sparta Praha játékosa volt. 1930 és 1948 között a brünni SK Židenice csapatában szerepelt. Három bajnoki bronzérmet szerzett a csapattal (1934–35, 1937–38, 1945–46). 1948-ban fejezte be az aktív labdarúgást.

### A válogatottban
1933 és 1938 között 17 alkalommal szerepelt a csehszlovák válogatottban és két gólt szerzett. Tagja volt az 1938-as franciaországi világbajnokságon részt vevő csapatnak.

## Sikerei, díjai
Sparta Praha
- Csehszlovák bajnokság
  - 2.: 1929–30

 SK Židenice
- Csehszlovák bajnokság
  - 3.: 1934–35, 1937–38, 1945–46